# Радио-таласи
Радио-таласи су врста електромагнетског зрачења у опсегу ЕМ спектра по таласној дужини изнад инфрацрвеног спектра. Подручје радијског спектра обухвата таласне дужине од милиметар до километар односно фреквенције од 3 Hz до 300 GHz (гигахерца;1 GHz = 1×109 ). При 300 GHz, кореспондирајућа таласна дужина је 1 mm, а при 30 Hz је 10.000 km. Попут свих других електромагнетских таласа, радио таласи путују брзином светлости. Они се генеришу помоћу електричних наелектрисања која се убрзавају, као што се варирајуће електричне струје. Радио таласи који се природно јављају бивају емитовани муњама и астрономским објектима.
Радио таласи се вештачки генеришу помоћу трансмитера и примају се радио пријемницима, користећи антене. Радио таласи су у веома широкој примени у модерној технологији за фиксну и мобилну радио комуникацију, радиодифузију, радар и друге навигационе системе, комуникационе сателите, бежичне рачунарске мреже и многе друге видове примене. Различите фреквенције радио таласа имају различите пропагационе карактеристике у Земљиној атмосфери; дуги таласи могу да буду дифрактовани око препрека као што су планине и следе контуру терена (површински таласи), кратки таласи могу да буду рефлектовани од јоносфере и враћају се на земљу изван хоризонта, док се таласи много краћих таласних дужина веома мало савијају или бивају дифрактовани и путују дуж видног поља, тако да су њихова пропагациона растојања ограничена на визуелни хоризонт.
Да би се спречило ометање између различитих корисника, вештачко генерисање и коришћење радио таласа је строго регулисано законом, координирано од стране међународног тела које се зове Међународна телекомуникацијска унија (ITU), која дефинише радио таласе као „електромагнетне таласе фреквенција произвољно мањих од 3.000 GHz, који се крећу у простору без вештачког водича”. Радио спектар је подељен на више радио бендова на основу фреквенције, додељене за различите намене.

## Настанак радио-таласа
Радио-таласи настају у антенама када високофреквентна струја изазива наизменичну промену електричног и магнетског поља у околини антене што представља радио зрачење. Таласна дужина зависи од резонантне фреквенције осцилаторног кола које се налази у излазном степену и које је повезано са антеном. Величина и тип антене утичу на ефикасност зрачења таласа и то тако да је најефикасније зрачење у случају да је величина антене једнака четвртини таласне дужине. Већа антена - веће су таласне дужине (мања фреквенција) и обрнуто.

## Модулација
Прост радио-талас је синусна таласна појава и као такав не носи многе информације. Да би се нека информација пренела, потребно је некако „утиснути“ у талас али и потом препознати на пријемној страни. Тај поступак се зове модулација и он представља мењање неке од особина таласа у синхронизму са сигналом који представља информацију. У зависности која се особина мења постоји:
- амплитудска модулација,
- фреквентна модулација и
- фазна модулација.

На пријемној страни постоји пријемна антена која је везана за пријемно осцилаторно коло које резонује на жељеној фреквенцији. Када се електромагнетска енергија таласа претвори у високофреквентну струју у осцилаторном колу, тада се приступа демодулацији и појачавању сигнала. Такав се сигнал може довести на звучник и онда, рецимо, чути сигнал неке радио-станице.

## Појаси и употреба
| Назив појаса                 | Скраћеница (енглеска) | Појас ITU | Фреквенција | Таласна дужина   | Употреба                                                        |
| ---------------------------- | --------------------- | --------- | ----------- | ---------------- | --------------------------------------------------------------- |
|                              |                       |           | < 3         | > 100 000 km     | H.A.A.R.P. пројекти и војна употреба                            |
| екстремно ниске фреквенција  |                       | 1         | 3—30        | 100 000 – 10 000 | комуникације са подморницама                                    |
| супер ниске фреквенције      |                       | 2         | 30—300      | 10 000 – 1000 km   | комуникације са подморницама                                    |
| ултра ниске фреквенције      |                       | 3         | 300—3000    | 1000 – 100       | подземне комуникације - рудник                                  |
| врло ниске фреквенције       |                       | 4         | 3—30        | 100 – 10         | подморнице, геофизика, надзор медицинских уређаја               |
| ниске фреквенције            |                       | 5         | 30—300      | 10 – 1           | навигација, АМ радио, часовни сигнали                           |
| средње фреквенције           |                       | 6         | 300—3000    | 1 – 100          | АМ радио                                                        |
| високе фреквенције           |                       | 7         | 3—30        | 100 – 10         | радио-аматери                                                   |
| врло високе фреквенције      |                       | 8         | 30—300      | 10 – 1           | ФМ радио, телевизија, авиони                                    |
| ултра високе фреквенције     |                       | 9         | 300—3000    | 1 – 100          | телевизија, мобилни телефони, авијација, бежични интернет (LAN) |
| супер високе фреквенције     |                       | 10        | 3—30        | 100 – 10         | микроталасна пећ, авијација, радар                              |
| екстремно високе фреквенције |                       | 11        | 30—300      | 10 – 1           | радиоастрономија                                                |
|                              |                       |           | изнад 300 GHz  | < 1              |                                                                 |

Скраћенице су на енглеском, а појасеви су означени по међународном договору ITU-a (International Telecommunication Union).

## Откриће и експлоатација
Радио таласе је први пут предвидела теорија електромагнетизма коју је 1867. предложио шкотски математички физичар Џејмс Клерк Максвел. Његова математичка теорија, која се сада назива Максвеловим једначинама, предвиђала је да упарено електрично и магнетно поље може да путује кроз свемир као „електромагнетни талас”. Максвел је предложио да се светлост састоји од електромагнетних таласа веома кратке таласне дужине. Године 1887, немачки физичар Хајнрих Херц је демонстрирао реалност Максвелових електромагнетних таласа експериментално генеришући радио таласе у својој лабораторији, показујући да они показују иста својства таласа као и светлост: стојећи таласи, преламање, дифракција и поларизација. Италијански проналазач Гуљелмо Маркони развио је прве практичне радио предајнике и пријемнике око 1894–1895. За свој рад на радију добио је Нобелову награду за физику 1909. Радио комуникација је почела да се комерцијално користи око 1900. Савремени израз „радио талас“ заменио је првобитни назив „Херцијански талас“ око 1912. године.